# Glapatate
Glapatate est un site participatif créé en décembre 2007, destiné aux jeunes gays, lesbiennes, bisexuels. Son but est de fournir des informations et de favoriser le dialogue pour dédramatiser la découverte de la sexualité. Il offre un soutien continu à toutes les étapes de l'acceptation de soi et informe sur les risques liés aux maladies et infections sexuellement transmissibles.

## Historique
Le site prend le nom de YounGAYlaxY, avant d'en changer pour devenir Glapatate.
Le site propose des articles et des témoignages et un espace de rencontre.
Glapatate.net est également présent sur Snapchat sous le nom de GlapatSnap.
Le site a fermé mais la page d'accueil a été archivée.